# Narrativ balett

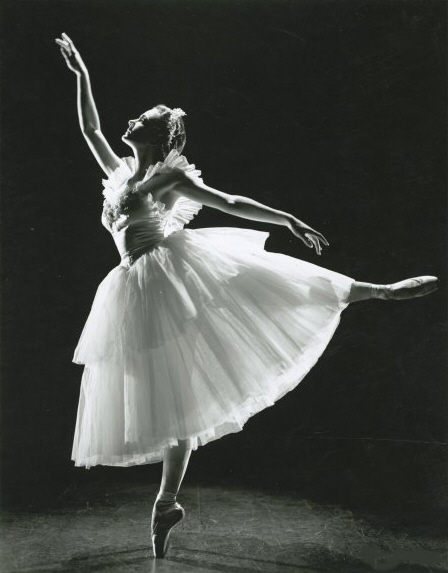
Ballerinan Jocelyn Vollmar som ”Myrtha” i baletten Giselle

Narrativ balett kallas en balett som har en tydlig och angelägen handling och som ämnar framföra en berättelse. Exempel på narrativa baletter är Giselle, Nötknäpparen och Svansjön.